# Malagueña (chanson)
Pour les articles homonymes, voir Malagueña (homonymie).
Malagueña est une chanson écrite et composée par le musicien, chef d'orchestre et compositeur cubain Ernesto Lecuona. Sortie en 1928, c'était originellement une partie d'une suite intitulée Andalucía. La suite dans son intégralité n'est jamais parvenue à conquérir le grand public, tandis que la mélodie de Malagueña est devenue très populaire. Les paroles ont également été reprises, avec une mélodie adaptée.

## Titre
Selon le livre Chet Atkins: The Greatest Songs of Mister Guitar, 

« le mot « malagueña » se réfère à un style de danse espagnol similaire au fandango qui a pris naissance dans le port espagnol de Malaga. »

## Reprises et adaptations
La mélodie a été reprise par de nombreux artistes, en différents styles et pour divers instruments :
- Dario Moreno, 1958.
- Ritchie Valens, 1959 (démo).
- Stan Kenton[3], 1963, trombones et trompettes.
- Michel Schwalbé et Karl Engel[4], 1970, violon et piano.
- Leopold Andreev[5],  1970, contrebasse et autres cordes (harpe ?).
- Paco de Lucía[6], années 1970, guitare.
- José Feliciano[7], 1997, guitare.
- Thomas Tirino[8], 2003, piano.
- Antonio Banderas[9], 2003, joue le morceau La malagueña dans le film Il était une fois au Mexique... Desperado 2.
- Chingón, 2004, dans le film "Kill Bill 2" de Quentin Tarantino.
- Artistes anonymes[10], 2006, clarinettes.
- Raja et Ryan Cockerham[11], 2007, guitare et violon.
- Maynard Ferguson[12], 2008 ?, trompette.
- Andrés Segovia[13], 2010, guitare.
- Anat Navarro[14], 2011, piano.
- Brassage Brass Band[15], 2012, orchestre de type Brass Band britannique.
- Thiago Macedo et Marcella Santana[16], 2013, marimba et piano.
- David Walter et Jean-Marc Bonn[17] 2014 ?, hautbois et piano.
- André Navarra et Jacqueline Dussol[18], 2015, violoncelle et piano.
- Pacific Arts Trio[19], 2015, flûte, violoncelle et harpe.
- Rafael Méndez et Laurindo Almeida[20], ?, trompette et guitare espagnole.
- La Malagueña est aussi un titre iconique de la Musique Surf, elle a été interprétée notamment par Dick Dale[21], les Trashmen[22], Brian Setzer[23], les Boss Martians[24], Los Kahunas[25], The Invisible Surfers[26], The Satan's Pilgrims[27]...

Les paroles ont également été traduites et adaptées dans de nombreuses langues, y compris l'anglais, l'allemand et le polonais[réf. nécessaire].
Elles ont notamment été utilisées dans une chanson dérivée intitulée « Malagueña salerosa »[réf. nécessaire].